# Dacus instabilis
Dacus instabilis är en tvåvingeart som först beskrevs av Walker 1861.  Dacus instabilis ingår i släktet Dacus och familjen lövflugor.
Artens utbredningsområde är Irian Jaya. Inga underarter finns listade i Catalogue of Life.